# Copiapoa cinerascens
Copiapoa cinerascens es una especie de planta suculenta perteneciente al género Copiapoa, dentro de la familia Cactaceae. Es endémica del norte de Chile.

## Descripción

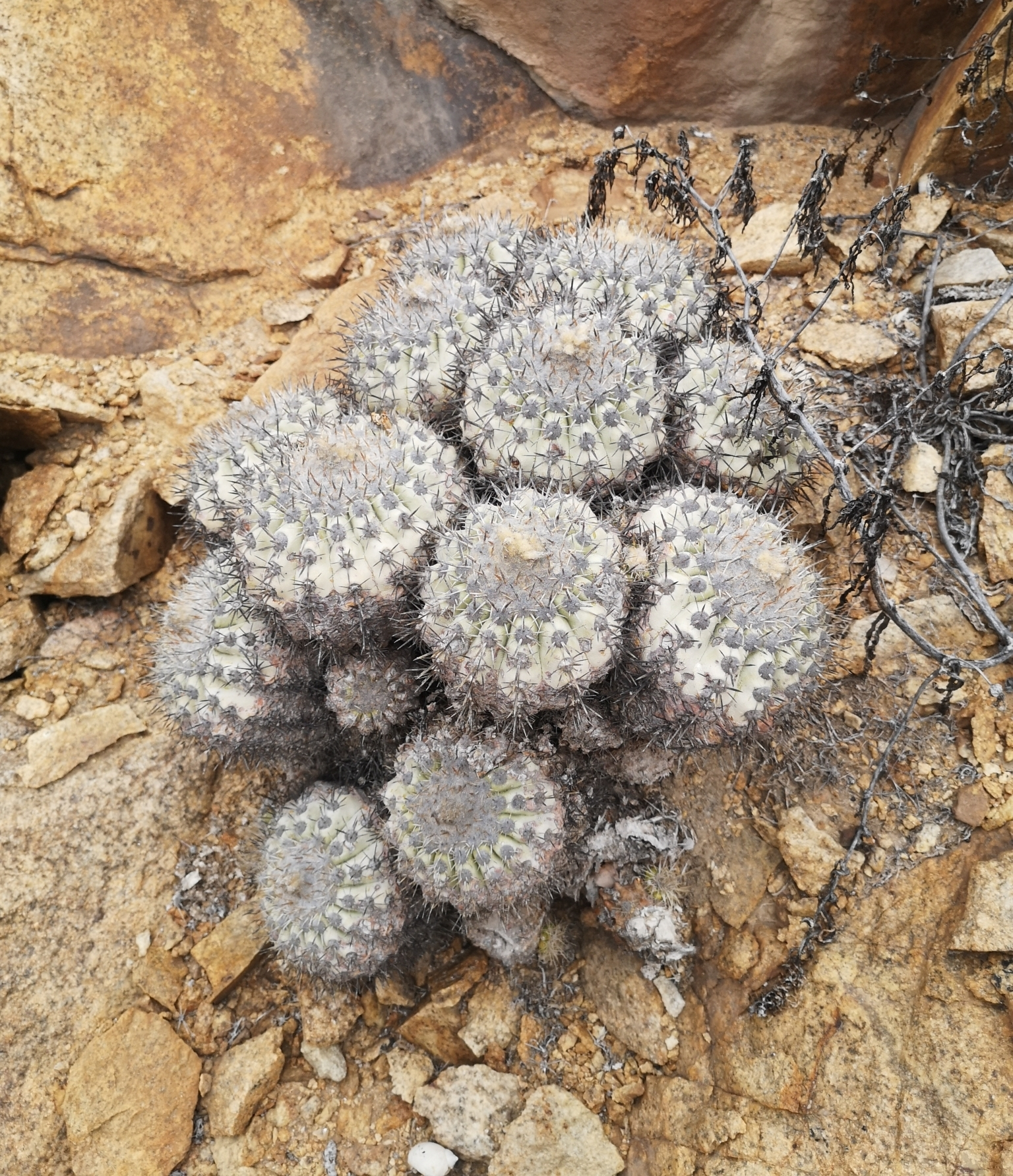
Porte de la planta

Copiapoa cinerascens es una especie de cactus que crece en grupos, formando densos cojines o montículos de hasta 100 cm de largo y 50 cm de ancho. Los tallos tienen forma esférica, son de color gris verdoso claro y su consistencia es algo blanda. Miden hasta 15 cm de diámetro, presentan el ápice aplanado con lana gris y tienen raíces tuberosas, grandes y con una constricción en forma de cuello.
Presentan aproximadamente 20 costillas bien pronunciadas, con muescas debajo de las areolas. Éstas tienen forma redondeada, miden de 0,5 a 1 cm de diámetro y están separadas unas de otras por 0,7 cm. Tienen espinas rectas que aunque inicialmente son de color marrón, se vuelven grises con el tiempo. Entre ellas se distinguen de 1 a 4 espinas centrales gruesas de hasta 2 cm de largo. También hay hasta 10 espinas radiales aciculares de hasta 1,5 cm de largo.

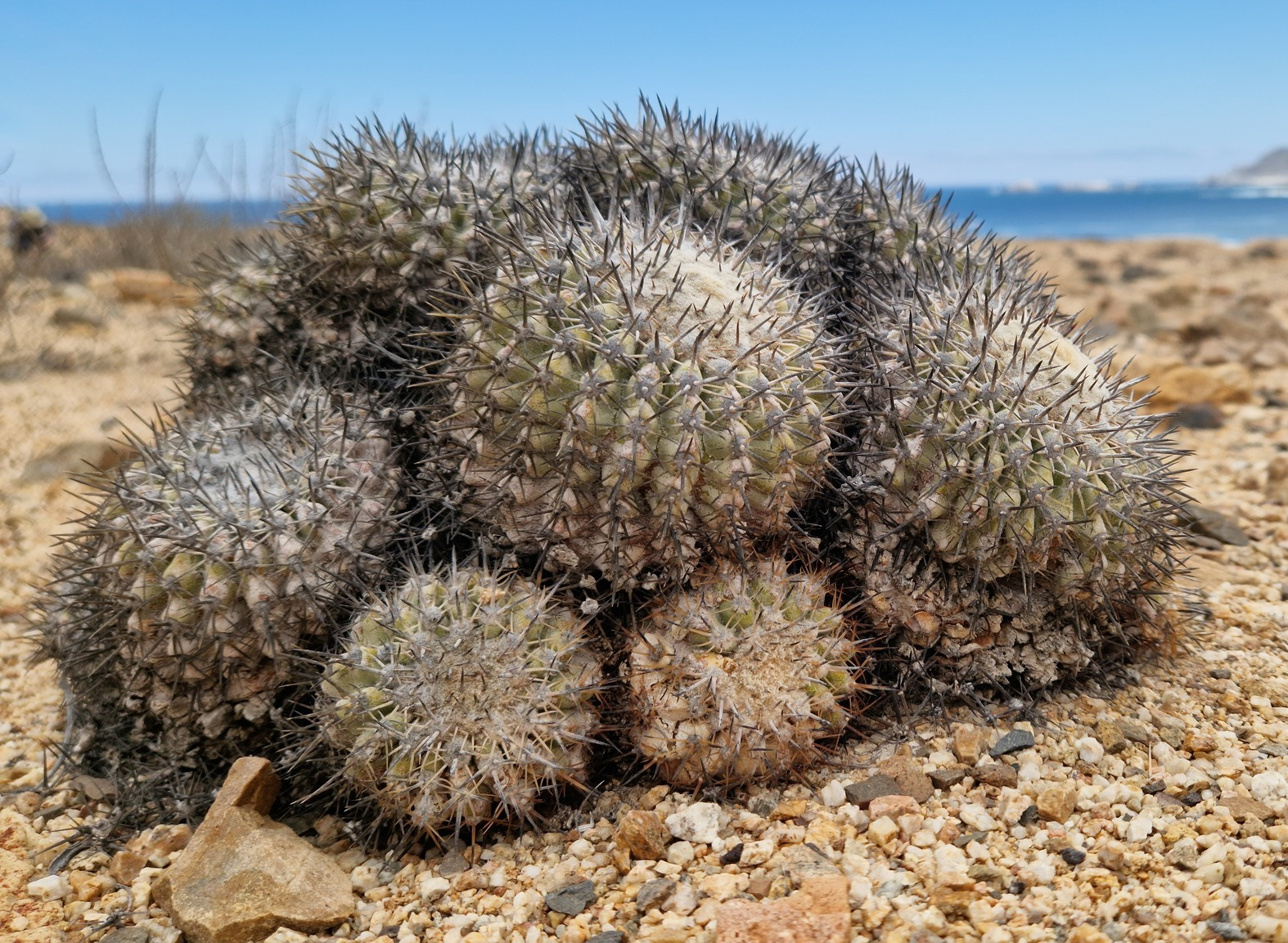
Montículo

Las flores tienen forma de embudo, miden hasta 4 cm de largo y son de color limón azufrado. Las piezas externas del perianto tienen las puntas rojas y el hipanto presenta algunas escamas rojas estrechas. El fruto es ovoide y de color rojo.

## Distribución y hábitat
El área de distribución nativa de esta especie es el norte de Chile (concretamente desde el sudoeste de Antofagasta hasta el noroeste del desierto de Atacama) y crece principalmente en biomas desérticos o de matorrales secos, desde la costa hasta los 500 m de altitud. 
La encontramos tanto en hábitats planos como terrazas litorales, como en hábitats rocosos con mayor pendiente sobre las laderas de los cerros.

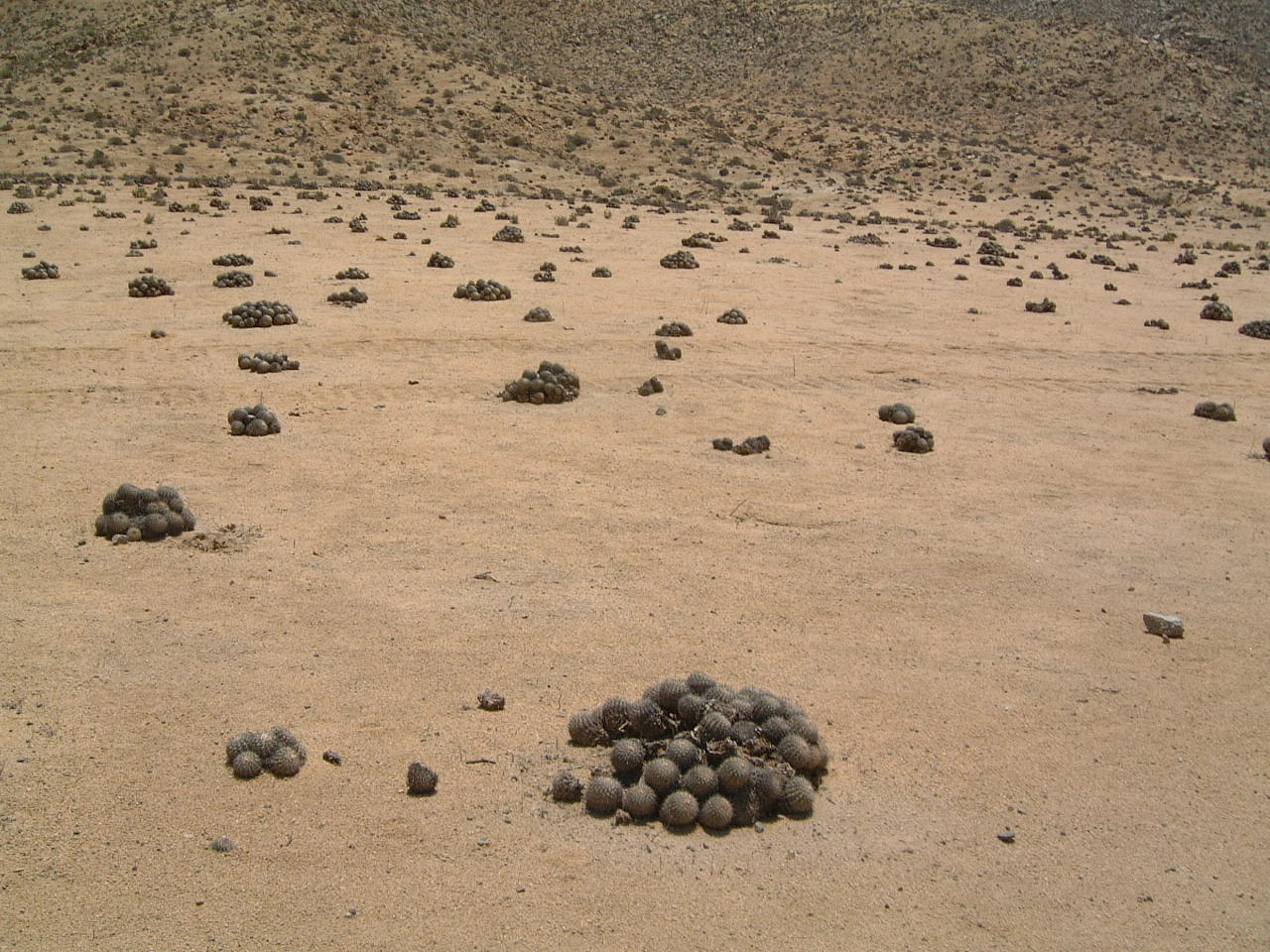
Plantas en su hábitat

## Taxonomía
La primera descripción de esta especie fue como Echinocactus cinerascens, publicada en 1845 por el botánico alemán Joseph zu Salm-Reifferscheidt-Dyck en la revista científica Allgemeine Gartenzeitung 13: 387.
Posteriormente, los botánicos estadounidenses Nathaniel Lord Britton y Joseph Nelson Rose colocaron la especie en el género Copiapoa, pasando a llamarse Copiapoa cinerascens y anotando estos cambios en el libro The Cactaceae; descriptions and illustrations of plants of the cactus family 3: 88 en el año 1922.

Etimología
- Copiapoa: nombre genérico que hace referencia a la ciudad chilena de Copiapó, ubicada en el desierto de Atacama, lugar donde se encuentran la mayoría de las especies de este género.
- cinerascens: epíteto específico latíno que significa 'que se vuelve gris ceniza', haciendo referencia al color que adquieren las espinas de la especie con la edad.[4]

Sinonimia
- Chilenia ambigua (Hildm. ex K.Schum.) Backeb. (1939)
- Copiapoa applanata Backeb. (1959)
- Copiapoa cinerascens var. intermedia F.Ritter (1980)
- Copiapoa copiapensis (Pfeiff.) Meregalli (1988)
- Echinocactus ambiguus Hildm. ex K.Schum. (1898)
- Echinocactus cinerascens Salm-Dyck (1845)
- Echinocactus copiapensis Pfeiff. (1846)
- Hildmannia ambigua (Hildm. ex K.Schum.) Kreuz. & Buining (1941)
- Neochilenia ambigua (Hildm. ex K.Schum.) Y.Itô (1957)
- Neoporteria ambigua (Hildm. ex K.Schum.) Backeb. (1936)
- Sulcorebutia ambigua (Hildm. ex K.Schum.) F.H.Brandt (1976)
- Weingartia ambigua (Hildm. ex K.Schum.) Backeb. (1951)

## Estado de conservación
En la Lista Roja de Especies Amenazadas de la UICN, la especie está clasificada como “En Peligro (EN)”.

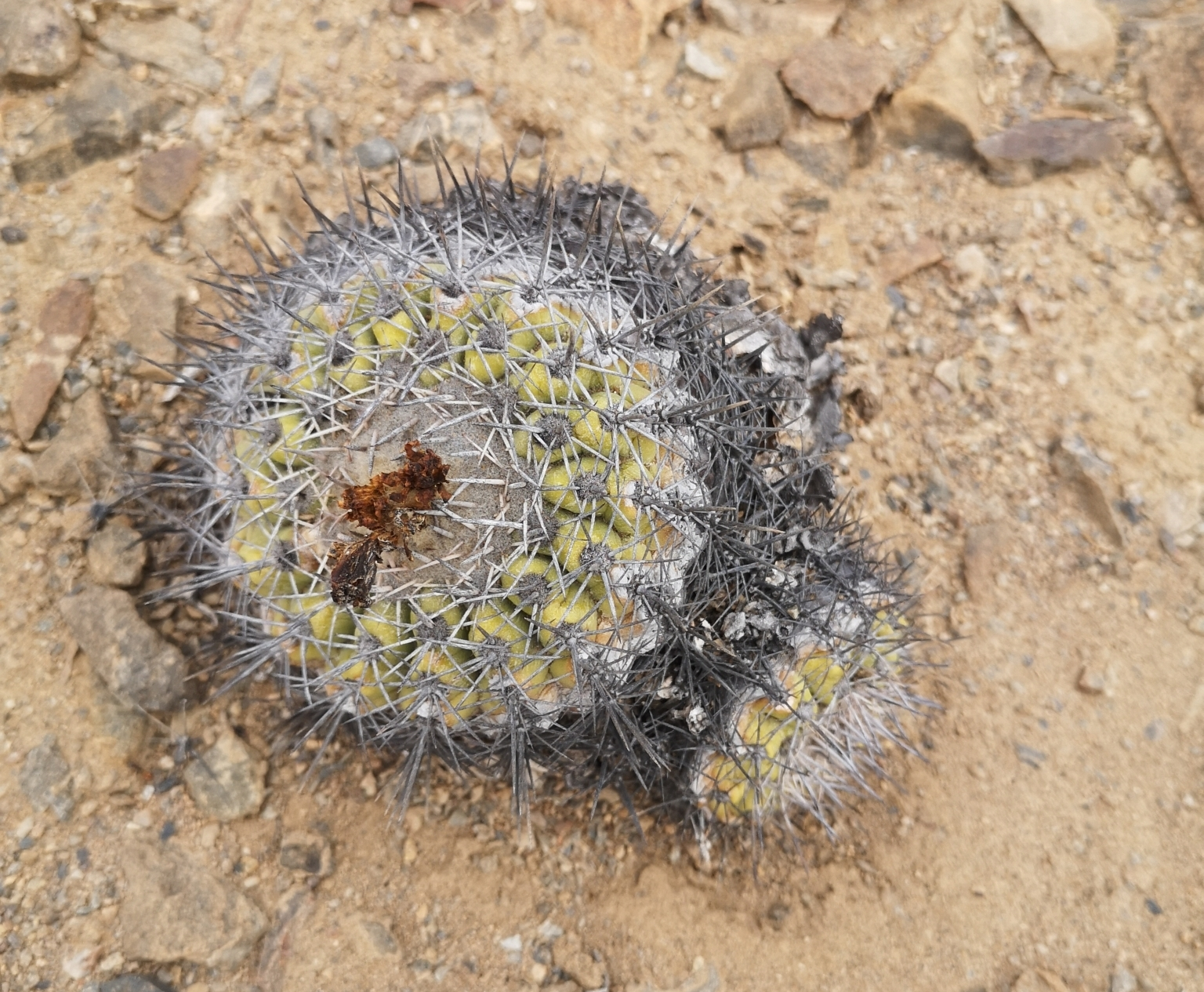
En su hábitat

Señalar que la especie sufre una disminución continua en el número de individuos debido al deterioro del hábitat por efecto de la disminución en las precipitaciones por el cambio climático. Además tiene un efecto muy negativo la recolección ilegal para las colecciones internacionales y la depredación por parte de los guanacos.

## Usos
Se cultiva principalmente como planta ornamental y su propagación se realiza a través de esquejes o semillas.